# 鈴木良介
鈴木良介（すずき りょうすけ、1981年9月30日 - ）は、SOLTILOグループの創業者。
SGIS（インターナショナルスクール）の代表取締役なども務める。
本田圭佑のビジネスパートナーとしてスポーツビジネスを国内外で展開中。 NowDo株式会社の取締役副社長兼COO。

## 人物・来歴
山口県下関生まれ、静岡県育ち。静岡学園高等学校時代にサッカー部へ所属し3年間プレーし、東京農業大学サッカー部へスポーツ推薦にて入学をするが、2年生の時に大怪我によりサッカー選手の夢を諦めざるを得なくなる。
大学卒業後はサッカーの指導者の道へ進むが、プロ選手としての経験がない中で指導者キャリアを歩むことに難しさを感じ、別の道を考えている際にイミオ株式会社の代表の倉林啓士郎に出会い、ビジネスを彼から学ぶことになる。
そして、2010年当時の南アフリカサッカーワールドカップから帰国した本田圭佑の練習場所の確保とトレーニング相手のセッティングを当時のマネージャーから依頼されたことをキッカケに本田圭佑に出会うことになる。
本田がアフリカの孤児院を訪れたことをキッカケに世界中の子どもたちに夢を与える事業を立ち上げたいと本人からオファーがあり、2010年12月に宮崎県と石川県で子どもたちへのサッカークリニックを開催し、翌年は上海と大阪でのサッカークリニックの開催を通し、2012年にSOLTILOグループを本田とともに創業した。
2015年にはオーストリア・ブンデスリーガに所属するSVホルンの経営に参入した。2016年3月には幕張ベイパークのB-１街区にゾゾパークホンダフットボールエリアをプロデュースし、中学生、高校生の育成組織SOLTILO FC（サッカー）の立ち上げなどを行った。
2018年には国立大学の金沢大学と金沢市との産学官連携により金沢大学内の敷地に金沢大学SOLTILOフィールドをプロデュースした。同年にSOLTILOサッカースクールは国内約60校、海外3カ国（上海、タイ、カンボジア）に展開し、プロサッカークラブをカンボジアのシェムリアップにソルティーロ・アンコールFC、アフリカのウガンダにソルティーロ・ブライトスターズFCを創設。
2019年には幕張ベイパークエリアに英語とスポーツを掛け合わせたインターナショナル・プリスクールのソルティーロGSAインターナショナルスクールをプロデュース。
現在経営しているNowDo株式会社は2017年に本田圭佑と共に教育事業を中心としたITベンチャーを創業。オンラインスクールNowDo、プレミアム音声SNSのNowVoiceのサービスを展開中。
2021年3月には4.8億円の資金調達を完了させた。投資家には、錦織圭、ダルビッシュ有、石川遼、長友佑都、西村博之、西野亮廣、田村淳、古川健介、伊沢拓司　他が名を連ねる。
2020年1月に”リアルサカつく”完全オンラインサロン型「Edo All United」を立ち上げチーム代表を務める。
2020年8月に立川市のららぽーと立川立飛に建設されたMIFA Football Park 立川内でMIFAサッカースクールのプロデューサーを務めている。
2021年5月には潮田玲子が代表を務め、中川真依、杉山愛、狩野舞子が理事を務める女子アスリートの支援を行う一般社団法人Woman's Waysの運営・ディレクションを行っている。
2022年4月から帝京大学の正規授業として「人間基礎学セミナー」の講師を務める。